# Sülzfeld
Sülzfeld ist ein Ortsteil der Kreisstadt Meiningen im fränkisch geprägten Süden von Thüringen.

## Geografie
Sülzfeld liegt rund sechs Kilometer südwestlich der Kernstadt von Meiningen an der Landesstraße 3019 Meiningen – Mellrichstadt (bis 2007 Bundesstraße 19) und an der Sülze, einem linken Nebenfluss der Werra. Unweit des Dorfes befindet sich das barocke Lustschloss „Amalienruh“.

## Geschichte
Sülzfeld wurde am 25. März 784 erstmals urkundlich erwähnt.
Mit Schutzmauern und Türmen war die Kirche des Ortes im Mittelalter befestigt. Große Teile dieser Verteidigungsmaßnahme der Vergangenheit sind noch erhalten.
Sülzfeld war 1626–1663 von Hexenverfolgungen betroffen: 14 Personen, elf Frauen und drei Männer, gerieten in Hexenprozesse, von denen zehn Frauen und ein Mann hingerichtet wurden, eine Frau starb unter der Folter. Die Opfer waren 1626 Margaretha Schöner und Ursula Zeis, Catharina Vogt (1656), Hans Vogt (1658), Magdalena Spieß, Elisabeth Ehrsam, Margaretha Kießling und Je Kleen (alle 1663).
Während der DDR-Zeit befand sich das Dorf in der 5-km-Sperrzone an der Innerdeutschen Grenze unweit vom Grenzübergang Eußenhausen/Meiningen und war für Auswärtige nur mit Passierschein zu erreichen. Nach der politischen Wende 1989/90 entstanden in der an der Bundesstraße 19 liegenden Gemeinde das Gewerbegebiet „Am Still“ und mehrere neue Wohngebiete, wodurch die Einwohnerzahl stark anstieg. Am 5. September 2022 beschloss der Gemeinderat die am 1. Januar 2024 erfolgte Eingliederung in die benachbarte Kreisstadt Meiningen. Die Vertragsunterzeichnung fand am 10. Oktober 2022 im Sülzfelder Bürgerhaus statt.

## Politik

### Ortsteilrat
Der Ortsteilrat von Sülzfeld setzt sich aus acht Ratsfrauen und Ratsherren zusammen.
Die Kommunalwahl am 26. Mai 2019 ergab folgendes Ergebnis:
- Freie Wähler-DA Sülzfeld: 54,5 % und 5 Sitze
- WV AKtive/FW: 32,1 % und 2 Sitze
- CDU: 13,3 % und 1 Sitz

### Ortsteilbürgermeisterin
Am 12. Juni 2022 wurde Andrea Krieg (SPD) zur ehrenamtlichen Bürgermeisterin von Sülzfeld gewählt. Zuvor war seit 2004 Eva Seeberg im Amt.

### Verwaltung
Erfüllende Gemeinde für Sülzfeld war bis 2023 die Stadt Meiningen. Am 5. September 2022 hat der Gemeinderat von Sülzfeld nach vorangegangener Bürgerbefragung beschlossen, die Eingliederung in die Stadt Meiningen beim Land Thüringen zu beantragen, die am 1. Januar 2024 vollzogen wurde.

## Kultur und Sehenswürdigkeiten

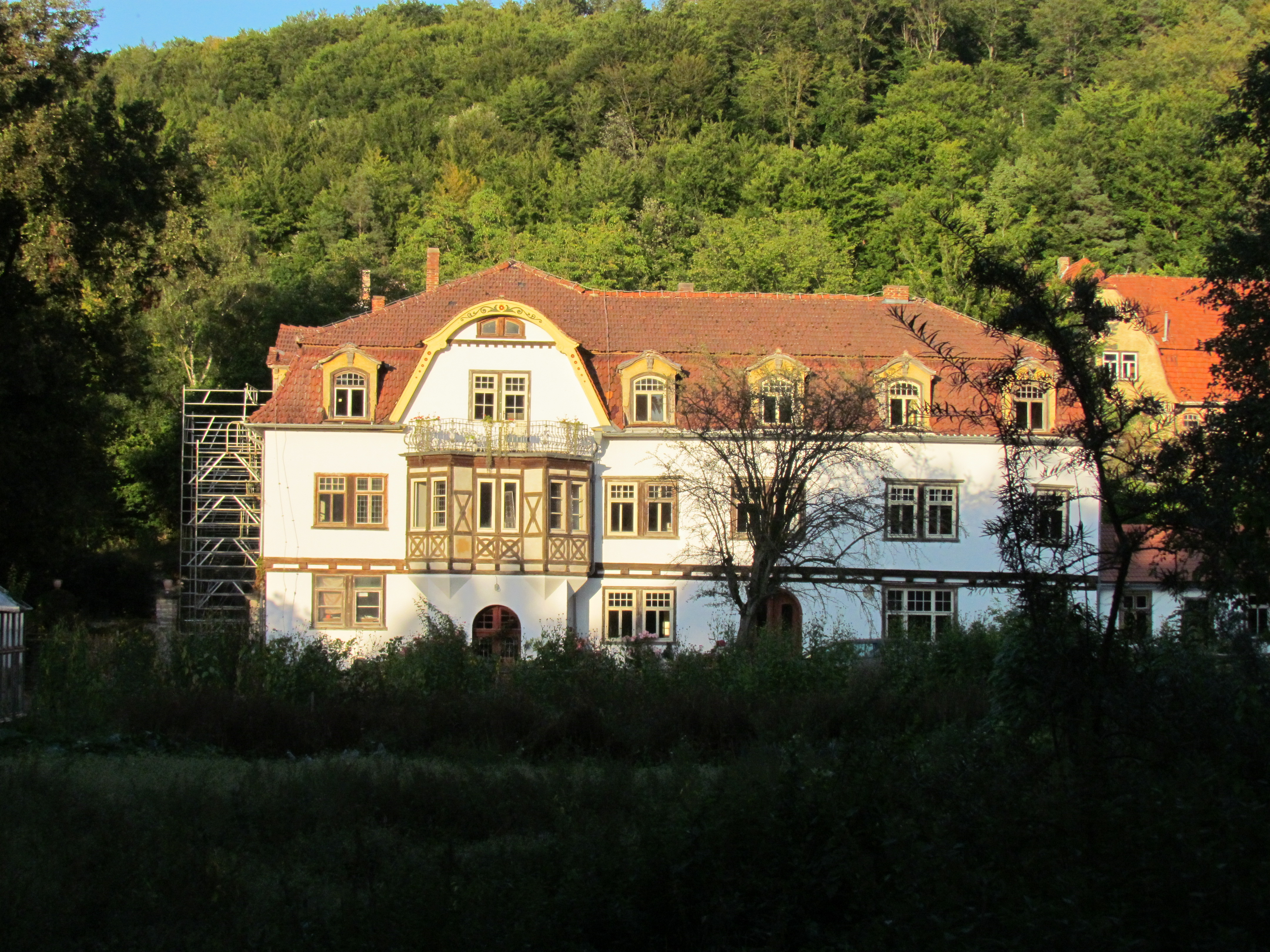
Schloss Gut Amalienruh

- Befestigte Dorfkirche St. Veit, der Kirchturm wird vom Meininger Alpenverein als Kletterturm „St. Veit Climbing Tower“ genutzt.
- Schloss und Gut Amalienruh, ehemaliger Sommersitz der Herzogin Elisabeth Sophie von Brandenburg, seit 2003 in Privatbesitz eines Landwirtes mit ökologischer Landwirtschaft, sowie Feriendomizil für Urlauber.
- Das Pachtershaus aus dem Jahr 1629 gehört zu den reizvollsten Fachwerkbauten der Gegend. Es war ursprünglich ein Reithof, ein Lehen der Grafen von Henneberg, dessen Inhaber verpflichtet war, dem Grafen einen Mann und ein Pferd für Botendienste zu stellen[9][10].

## Wirtschaft und Infrastruktur

### Verkehr
Der nächstgelegene Autobahnanschluss ist die Anschlussstelle 22 „Meiningen-Süd“ der A 71 (ca. 8 km entfernt). An die Kernstadt Meiningen ist Sülzfeld mit der Buslinie 408 des Meininger Busbetriebs angebunden. Dieser hat im Gewerbegebiet „Am Still“ neben weiteren Firmen seinen Firmensitz und Betriebshof.

### Wasser und Abwasser
Die Wasserver- und Abwasserentsorgung wird durch den Ort selbst sichergestellt, hierzu bedient er sich dem Eigenbetrieb Betrieb zur Wasserversorgung und Abwasserentsorgung Sülzfeld (SÜWA).

## Persönlichkeiten
- Michael Roting (* 1494 in Sülzfeld; † 22. Mai 1588 in ?), einer der ersten Lehrer des Melanchthon-Gymnasiums Nürnberg
- Andreas Fulda (* 6. Januar 1534 in Salzungen; † 12. Dezember 1596 in Schleusingen), Philologe und evangelischer Theologe, 1574–1583 Pfarrer in Sülzfeld
- Josua Stegmann (* 14. September 1588 in Sülzfeld; † 3. August 1632 in Rinteln), Dichter der Barockzeit
- Johann Caspar Hartung (* 18. Juni 1622 in Queienfeld; † 9. Januar 1725 in Meiningen), Baumeister, Erbauer des Schlosses Amalienruh
- Marcel Oster (* 5. April 1989 in Suhl), Rennrodler